# جک ویلسون (بوکسور)
جک ویلسون (انگلیسی: Jack Wilson; ۱۷ ژانویهٔ ۱۹۱۸ – ۱۰ مارس ۱۹۵۶) بوکسور اهل ایالات متحده آمریکا بود.